# Queensland du Sud-Est

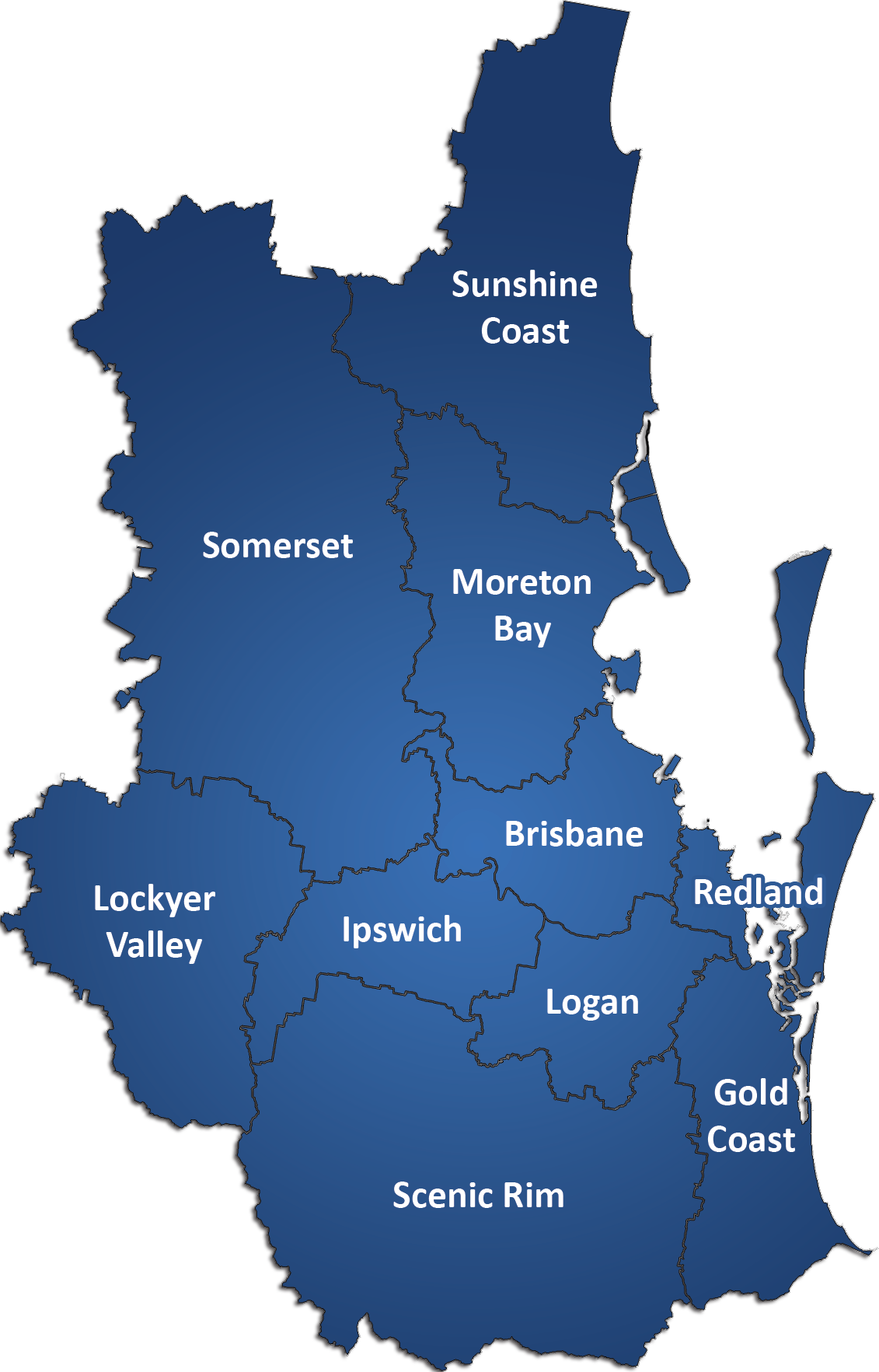
Zones d'administration locale du Queensland du Sud-Est (15 mars 2008)

Le Queensland du Sud-Est (en anglais : South East Queensland, SEQ) ou région Sud-Est du Queensland est une région de l'État du Queensland en Australie.
C’est à la fois une région naturelle, une région métropolitaine, et une région politique et administrative. Sa population s’élève à environ 3,08 millions d'habitants pour une population totale de 5,1 millions d'habitants dans l’État,. Le périmètre de cette région varie selon les observateurs. Généralement on y inclut les trois plus grandes villes du Queensland : la capitale Brisbane, Gold Coast ; et Sunshine Coast. Les limites de la région politique sont généralement celles que retient. Celle-ci couvre 35 248 kilomètres carrés  et comprend 11 zones d’administration locale, pour une superficie totale de 240 kilomètres,. Elle s’étend de Noosa au nord jusqu'à la Gold Coast au sud  (frontière avec la Nouvelle-Galles du Sud). Certaines auteurs y incluent Tweed Heads (Nouvelle-Galles du Sud) qui fait partie de la zone urbaine de Brisbane-Gold Coast, et Toowoomba, à 140 kilomètres (généralement placée dans les Darling Downs).
Le sud-est du Queensland a été la première partie du Queensland à avoir été colonisée et explorée par les Européens. Les premières colonies se sont d’abord établies dans les régions de Brisbane et d'Ipswich, l'activité des colons européens s’est ensuite étendue dans toutes les directions à partir de cet endroit. Des industries telles que la coupe du bois et l'agriculture se sont rapidement développées à partir de ce point dans les années 1840. Les axes de communication ont suivi la géographie du Sud-Est du Queensland.
L'économie de la région est puissante et variée (agroalimentaire, commerce, tourisme). La région s’est dotée d'un système de transport public intégré : le TransLink. Son produit intérieur brut s’élevait à 170 milliards de dollars.

## Zones d'administration locale
La région du Queensland du Sud-Est se compose des zones d’administration locale suivantes :

La vallée Obi-Obi près de Mapleton dans le Queensland.

| Nom                         | Siège du Conseil | Année de Fondation | Superficie (km2) | Population | Population | Carte |
| Nom                         | Siège du Conseil | Année de Fondation | Superficie (km2) | (2013),    | (2018),    | Carte |
| --------------------------- | ---------------- | ------------------ | ---------------- | ---------- | ---------- | ----- |
| Ville de Brisbane           | Brisbane         | 1924               | 1 343            | 1 131 996  | 1 231 605  |       |
| Ville de Gold Coast         | Surfers Paradise | 1948               | 1 334            | 540 687    | 606 774    |       |
| Ville d'Ipswich             | Ipswich          | 1860               | 1 094            | 183 688    | 213 638    |       |
| Région de Lockyer Valley    | Gatton           | 2008               | 2 269            | 37 682     | 41 011     |       |
| Logan City                  | Logan Central    | 1978               | 958              | 300 545    | 326 615    |       |
| Région de la baie Moreton   | Caboolture       | 2008               | 2 042            | 410 687    | 459 585    |       |
| Comté de Noosa              | Tewantin         | 2014               | 870              | 52 360     | 55 369     |       |
| Ville de Redland            | Cleveland        | 1949               | 537              | 147 328    | 156 863    |       |
| Région de la Scenic Rim     | Beaudesert       | 2008               | 4 243            | 38 732     | 42 583     |       |
| Région de Somerset          | Esk              | 2008               | 5 373            | 23 619     | 25 887     |       |
| Région de la Sunshine Coast | Nambour          | 2008               | 2 254            | 281 969    | 319 922    |       |